# Jacquemontia guianensis
Espèce
Synonymes
- homotypiques :
  - Convolvulus guianensis Aubl. 1775 (basionyme)
  - Lobake guyanensis (Aubl.) Raf. 1838
  - Ipomoea guyanensis (Aubl.) Choisy in A.P.de Candolle 1845
- hétérotypiques :
  - Convolvulus mucronifer var. multiflorus Choisy in A.P.de Candolle 1845
  - Jacquemontia ferruginea var. mucronata Meisn. in C.F.P.von Martius & auct. suc. 1869[3]

Jacquemontia guyanensis est une espèce de plantes à fleurs de la famille des Convolvulaceae.

## Répartition
Jacquemontia guyanensis est présente dans le nord du Brésil, en Guyane, au Guyana, au Suriname et au Venezuela.

## Histoire naturelle
En 1775, le botaniste Aublet propose la diagnose suivante :
« CONVOLVULUS (Guianenſis). foliis oblongis, hirſutis, è viridi cinereis; floribus parvis in capitulum collectis. (Tabula 52.)
Planta perennis. Radix fibroſa, repens. Caules plures, ramoſi; volubiles, tomento cinereo aſperſi, ſuprà, frutices ſparſi. Folia alterna, ovata, tomentoſa, cinerea, integerrima, petiolata. Flores capitati; longo pedunculo axillari innexi. Singulus flos ad baſim squamula munitus.
CAL. Perianthium monophyllum, parvum, villoſum, quinquepartitum; laciniis ſubrotundis, acutis.
COR. monopetala, campani-formis, alba aut caerulea, calice paulò major; tubus brevis, receptaculo piſtilli inſertus; limbus patens, quinquefidus; lobis ſubrotundis, acutis.
STAM. Filamenta quinque baſi latiora & concava; infernè tubo inſerta. Antheræ oblongæ, biloculares.
PIST. Germen ſubrotundum, diſco circumdatum. Stylus oblongus. Stigma bifidum, craſſum, acutum, villoſum.
PER. Capsula ſubrotunda, villoſa, calice incluſa ; quadrilocularis, quadrivalvis.
SEM. ſolitaria, nigra, angulata, extùs convexa.
Partes quælibet hujus plantæ vulneratæ, lacteum ſuccum fundunt.
Floret fructumque ſert variis anni temporibus.
Habitat ad ripas rivulorum Guianæ, & in pratis comitatûs de Gêne.  »

« LE LISERON de la Guiane. (Planche 52.)
Ce liſeron a des racines traçantes. Ses tiges ſont fermés, dures, & un peu ligneuſes : elles jettent des rameaux ſur les plantes & arbriſſeaux voiſins. Ses feuilles ſont oblongues, alternes, couvertes en deſſus d'un duvet court, de couleur verd-cendré. Ce duvet ſe remarque auſſi ſur les tiges & ſur les rameaux. De l'aiſſelle des feuilles naît un pédicule très long, qui ſe diviſe à ſon extrémité en deux rameaux courts qui ſe ſubdiviſent en d'autres plus petits, garnis chacun d'une fleur & d'une écaille longue, étroite & velue. L'aſſemblage de ces fleurs forme un bouquet ſerré. Chaque fleur a un calice d'une ſeule pièce, diviſée profondément en cinq parties velues & aiguës.
La corolle eſt monopétale, petite, & en forme de cloche, tantôt blanchâtre & tantôt bleuâtre. Des parois intérieures du fond du tube, naiſſent cinq étamines. Les filets ſont larges & concaves à leur baſe. Les anthères ſont oblongues, renflées, marquées dans leur milieu par un ſillon. Le piſtil eſt un ovaire entoure d'un diſque, ſurmonté d'un style qui ſe partage en deux stigmates charnus, velus & aigus.
L'ovaire, dans ſa maturité, devient une capsule ſèche, à quatre loges qui s'ouvrent en quatre valves. Chaque loge contient une ſeule semence triangulaire, à trois faces, dont l'extérieure eſt arrondie.
Toutes les parties de cette plante rendent un ſuc laiteux.
Cette plante ſe trouvé ſur le bord des ruiſſeaux, dans les lieux découverts de la Guiane, & ſur-tout dans les ſavanes du Comté de Gêne. »